# Jan Boklöv
Jan Mauritz Boklöv, född 14 april 1966 i Koskullskulle (Malmbergets församling) i Lappland i Norrbottens län, är en svensk före detta backhoppare. Han dominerade svensk backhoppning under slutet av 1980-talet och början av 1990-talet, och blev då svensk mästare flera gånger. Jan Boklöv representerade Koskullskulle AIF.. Han vann världscupen i backhoppning 1988/1989 och bidrog därigenom till att göra v-stilen populär.

## Karriär
Boklöv började hoppa i hoppbacken i Koskullskulle i fyra-fem års åldern. Han läste sedan vid backhoppargymnasiet i Örnsköldsvik.
Boklöv är mest känd för att år 1985 ha introducerat den så kallade v-stilen i internationella tävlingar. V-stilen kännetecknas av att hopparen hoppar med skidorna formade som ett v, till skillnad från den klassiska stilen med parallella skidor. Eftersom v-stilen på grund av aerodynamiska fördelar leder till betydligt längre hopp, spelade det mindre roll att Boklöv fick avsevärt lägre stilpoäng än sina konkurrenter, som använde den klassiska stilen. V-stilen kritiserades kraftigt, bland annat av Torbjørn Yggeseth som ledare av backhoppskommittén i Internationella Skidförbundet (FIS), för att vara oestetisk. Många backhoppare, särskilt de yngre, började använda v-stilen i början av 1990-talet och v-stilen har därefter varit totalt dominerande inom backhoppningen. 
Vid tävlingar i Lake Placid i delstaten New York i USA blev Jan Boklöv den 10 december 1988 förste svensk att vinna en världscupdeltävling i backhoppning. Han vann sedan den totala Världscupen i backhoppning för herrar säsongen 1988/1989. Han vann sammanlagt fem delsegrar i världscupen säsongen 1988/1989. Totalt tävlade Boklöv sex säsonger i världscupen. Säsongen 1988/1989 var hans bästa även i tysk-österrikiska backhopparveckan där han blev nummer 5 sammanlagt. 
Boklöv tävlade i Olympiska vinterspelen 1988 i Calgary i Kanada. I normalbacken blev han nummer 28. I stora backen blev han nummer 18. Tillsammans med svenska laget blev han nummer 7 i lagtävlingen i stora backen.
Då andra backhoppare började använda och utveckla V-stilen på tidigt 1990-tal, fick Boklöv allt svårare att hävda sig i internationella tävlingar. Vid Olympiska vinterspelen 1992 i Albertville i Frankrike blev han nummer 47 i normalbacken. I stora backen blev Boklöv nummer 9. Hans sista världscuptävling var i skidflygningsbacken i Kulm den 31 januari 1993.

## Familj
Boklöv är gift och har med sin fru två barn. De har bott i ett villaområde i Luxemburg under tidigt 2000-tal, där Boklövs fru arbetade för Europaparlamentet.

## Meriter

### Världscupdeltävlingssegrar
| Datum            | Placs                                | Backtyp            |
| ---------------- | ------------------------------------ | ------------------ |
| 10 december 1988 | Lake Placid, New York, USA           | Stor backe         |
| 18 december 1988 | Sapporo, Japan                       | Stor backe         |
| 4 januari 1989   | Innsbruck, Tyrolen, Österrike        | Stor backe         |
| 15 januari 1989  | Harrachov, Tjeckien, Tjeckoslovakien | Skidflygningsbacke |
| 28 januari 1989  | Chamonix, Frankrike                  | Normalbacke        |

### Svensk mästare
- Normalbacke (K70): 1985, 1986, 1987, 1989[3]
- Stor backe (K90): 1986, 1988, 1989, 1990[3]

### Utmärkelser
Jan Boklöv tilldelades Jerringpriset 1989.